# Spiekeroog
Spiekeroog (18,25 km²; 800 ab. circa) è una delle sette delle isole abitate che fanno parte dell'arcipelago delle Frisone Orientali (Ostfriesische Inseln), gruppo di isole tedesche sul Mare del Nord appartenenti al land Bassa Sassonia (Niedersachsen, Germania nord-occidentale).

Dal punto di vista amministrativo, l'isola è un comune del circondario di Wittmund (targa: WTM), circondario a cui appartiene anche l'isola (e comune) di Langeoog.
L'isola è collegata alla terraferma da traghetti provenienti da Neuharlingersizl e fa parte – come le altre isole dell'arcipelago - del Parco nazionale del Wattenmeer della Bassa Sassonia.
Dopo Baltrum, è l'isola con il minor numero di abitanti delle Frisone Orientali.

## Geografia fisica

### Collocazione
L'isola – considerando solo le isole abitate – è la seconda da est delle Isole Frisone Orientali e si trova tra l'isola di Langeoog (situata ad ovest di Spiekeroog) e l'isola di Wangerooge, al largo di Neuharlingersizl, Carolinensiel e Harlesiel.